# I AM THE BEST
「I AM THE BEST」（アイ・アム・ザ・ベスト、朝: 내가 제일 잘 나가=私が一番イケてる）は、韓国のヒップホップグループ2NE1の楽曲。グループの2作目のミニ・アルバム『NOLZA』からのシングルとして2011年6月24日に発売された。この歌は、パク・テディによって作詞作曲及びプロデュースされた。音楽的には、エレクトロニカとヒップホップを土台に多様な要素が混同した楽曲である。

## 背景
2NE1は、2011年5月12日にミニ・アルバム『NOLZA』（原題：2NE1 2nd Mini Album）からの最初のシングル「LONELY」を発売後、アルバム収録曲を3週ごとに発表する事になった。同年6月21日にミニ・アルバムからの2曲目のシングルとして「I AM THE BEST」が発表される予定だったが、YGエンターテインメントの内部事情により6月24日に変更された。6月17日に振付の練習をする写真が公開され、2NE1の歌謡界への復帰が発表された。6月20日にYGの公式ブログでジャケットイメージと音源10秒が先行公開され、以後24日までに毎日10秒ずつ音源が公開されていった。
ミュージック・ビデオの監督は過去の2NE1の「Fire」や「Can't nobody」などを手がけたソ・ヒョンスンが担当した。ミュージック・ビデオは2011年6月24日に公開予定だった。しかし、YGブログで、ビデオの予算が予定の2倍近くかかったことやセットの規模が大きくなり作業時間が延びているなどの理由から、公開が2、3日遅れることが発表された（撮影は1週間、ほぼ徹夜で行われた）。音源公開から3日後の28日にミュージック・ビデオが公開された。YouTubeでビデオが公開されると、各国で好意的な評価を得て、公開2日で170万再生を記録した。ビデオの再生回数は1億回を超えた。2014年、コンピュータ企業のMicrosoftが発売するタブレットパソコンMicrosoft Surfaceの日本向けCMの音楽に起用された。

## 歌詞と曲
本作は、2NE1の多くの楽曲を手がけてきたパク・テディによって書かれた。音楽的にはエレクトロニックとヒップホップを土台に、レゲエやアフリカンリズムなど多様な要素が混同した楽曲である。
日本語詞は、17Jが担当した。サビは、韓国語詞がそのまま使われているが、ラップは英語になっている。釈迦の言葉「天上天下唯我独尊」が含まれている。『オリコン』とのインタビューで、リーダーのCLが明かしたところによると、韓国での歌詞の内容と全く異なるものにはしたくなかった為、出来る限り意味の近い日本語の言葉で表現することになった。

## チャート成績
「I AM THE BEST」の音源が公開されると、韓国の主要リアルタイム音楽チャートの首位を独占した。2011年5月19日付けのガオン デジタル総合チャートで初登場4位、翌週に首位を獲得。ドイツのビバオンラインクリップチャートで首位を獲得。7月17日放送の音楽番組『SBS人気歌謡』で1位、『ミュージックバンク』では総合8,739得点を獲得し、最高3位を記録。
日本語版は、2011年9月3日付けの日本レコード協会による着うたフルのダウンロード数を集計したRIAJ有料音楽配信チャートで初登場及び最高37位。同年10月3日付けのBillboard JAPAN Hot 100で、初登場53位。

## 批評
「I AM THE BEST」は、2NE1の過去のヒット曲「Fire」や「Can't Nobody」の様にグループの特色がはっきりと現れた作品との評価を受けている。日本の音楽サイト『hotexpress』の武川春奈は、「情熱的」な曲だと評している。

## チャート
| チャート（2011年）                               | 最高 順位 |
| ------------------------------------------------ | --------- |
| 韓国・ガオンデジタル総合チャート                 | 1         |
| 韓国・Billboard Korea Hot 100                    | 1         |
| ドイツ・ビバオンラインクリップ                   | 1         |
| 日本・Billboard JAPAN Hot 100                    | 53        |
| 日本・Billboard JAPAN Hot Top Airplay            | 55        |
| 日本・Billboard JAPAN Adult Contemporary Airplay | 32        |
| 日本・RIAJ有料音楽配信チャート                   | 37        |

### 推移
| 先代 2PM「HANDS UP」 | 韓国 ガオン デジタル総合チャート 第1位 2011年6月29日 | 次代 パク・ミョンス、G-Dragon「浮気した」 |

## 発売日一覧
| 地域 | 情報          | 規格                   | レーベル               |
| ---- | ------------- | ---------------------- | ---------------------- |
| 韓国 | 2011年6月24日 | デジタル・ダウンロード | YGエンターテインメント |
| 日本 | 2011年7月20日 | デジタル・ダウンロード | YGEX                   |